# فالديمار غيرهارد
فالديمار غيرهارد (بالألمانية: Waldemar Gerhardt)‏ هو لاعب كرة قدم ألماني في مركز الهجوم، ولد في 6 يناير 1939 في غلزنكيرشن في ألمانيا. لعب مع شالكه 04 وفورتونا دوسلدورف.

## وصلات خارجية
- فالديمار غيرهارد على موقع قاعدة بيانات كرة القدم.إي يو (الإنجليزية)
- فالديمار غيرهارد على موقع بيانات كرة القدم. دي إي (الألمانية)